# L'ultimo sospiro del Moro
L'ultimo sospiro del Moro (The Moor's Last Sigh) è il quinto romanzo di Salman Rushdie, pubblicato nel 1995, il primo pubblicato dopo l'uscita de I versi satanici e le conseguenti ripercussioni. Nel libro vi sono diversi riferimenti alla propria vicenda personale, in particolare l'isolamento del narratore e l'ombra della morte che sembra seguirlo continuamente.

## Trama
L'ultimo sospiro del Moro ripercorre la vita di quattro generazioni della famiglia del narratore, Moraes Zogoiby. Moraes, chiamato "Moro" in tutto il libro, è un personaggio eccezionale: il suo corpo invecchia con il doppio della velocità rispetto a una persona normale, e ha una mano deforme. Il libro si concentra anche sui rapporti del Moro con le donne della sua vita, tra cui sua madre Aurora, famosa artista nazionale, la sua prima maestra, e il suo primo amore, una scultrice carismatica e demente di nome Uma.

## Riconoscimenti
Il libro ha vinto il premio Whitbread per il miglior romanzo nel 1995, ed è stato scelto tra i finalisti del Booker Prize nello stesso anno.

## Edizioni
- Salman Rushdie, L'ultimo sospiro del Moro, Mondadori, 1995,  p. 479, ISBN 88-04-40424-8.